# Смерть среди айсбергов
«Смерть среди айсбергов» (англ. Orca) — приключенческий фильм ужасов режиссёра Майкла Андерсона, снятый в 1976 году по одноимённому роману Артура Херцога. Премьера в США 22 июля 1977 года. Оригинальное название фильма — «Orca» — латинское название косатки (лат. Orcinus orca).

## Сюжет
Капитан Нолан, ирландец, при охоте на акулу становится свидетелем того, как косатка спасла человека, убив акулу одним ударом. Теперь он одержим идеей выловить у побережья Ньюфаундленда косатку для продажи в океанариум. Денег от продажи косатки должно хватить на то, чтобы полностью отремонтировать шхуну и вернуться на родину. Однако при попытке поимки самца команда шхуны «Бампо» тяжело ранит самку, которая после этого бросается на лопасти винта корабля. При попытке подъёма её тела на палубу из животного выпадает плод, который капитан приказывает смыть за борт. За всем этим невольно наблюдает овдовевший (в прямом смысле этого слова, так как косатки моногамны) самец, который вскоре начинает мстить за гибель своей семьи — он убивает Новака, одного из членов экипажа, затем серьёзно повреждает шхуну.
Затем кит устраивает блокаду рыболовецкого посёлка, где находят приют Нолан и его команда. Зоолог Рейчел Бедфорд объясняет моряку, что он недооценивает интеллект животного, которое теперь мечтает о сражении с убийцей его «жены» и детёныша. Нолан колеблется, но после того как кит топит несколько лодок и устраивает пожар в посёлке, у рыбака не остаётся другого выхода. Жители посёлка спешно ремонтируют шхуну и требуют, чтобы Нолан убирался из бухты. И выход только один — морем. Напоследок кит разрушает дом Нолана и откусывает ногу Энни, члену его экипажа. Нолан, в сущности, неплохой человек, к тому же нелёгкой судьбы: в своё время его беременную жену насмерть сбил пьяный водитель, о чём он рассказывает Рейчел. Поэтому он понимает намерения кита.
Шхуна «Бампо» выходит навстречу косатке. К экипажу присоединяются Рейчел и эскимос Умилак, хранитель сказаний коренных жителей Ньюфаундленда о китах-убийцах. В месте гибели самки Нолан встречает самца, который как бы зовёт людей в полярные воды. И здесь, среди льдов, разыгрывается последний акт этой драмы. Умилак погибает под грудой кусков льдины, упавших на палубу при столкновении с айсбергом, а остальных членов экипажа (Кена и Поля), участвующих в ловле косатки, кит убивает одного за другим (но Нолан успевает ранить животное гарпуном). Затем он топит шхуну. Нолан и Рейчел пытаются спастись на толстом льду, однако капитан в какой-то момент отстаёт, и кит откалывает кусок льдины, на котором он стоит. Оттолкнув льдину подальше, кит опрокидывает её. Нолан поскальзывается и падает в воду, где становится игрушкой для кита. Когда Нолан начинает захлёбываться, кит подцепляет его своим хвостом и выбрасывает на сушу, прямо к ногам остолбеневшей Рейчел. Сильно ударившись об ледяную глыбу и разбив себе голову, мужчина теряет сознание и сползает в воду, затем медленно погружается на дно. Кит наблюдает за этой сценой, после чего заплывает далеко под лёд, чтобы покончить с собой. Рейчел спасает вертолёт, который Умилак успел вызвать перед уходом со шхуны.
Фильм заканчивается песней «My Love, We Are One» в исполнении певицы Кэррол Коннорс.

## Актёры
1. Ричард Харрис — капитан Нолан
2. Шарлотта Рэмплинг — Рейчел Бедфорд
3. Уилл Сэмпсон — Умилак
4. Бо Дерек — Энни
5. Кинан Уинн — Новак
6. Роберт Кэррадайн — Кен
7. Скотт Уолкер — Свейн
8. Питер Хутен — Пол
9. Уэйн Хэффли — священник
10. Винсент Джентиле — работник заправки
11. Дон Бэрри — докер

## Производство
После успеха фильма «Челюсти» Дино де Лаурентис поручил Лучано Винченцони снять фильм о существе «более жестоком и ужасном, чем большая белая акула». Так как Лучано не был специалистом в данном вопросе, он обратился за помощью к своему брату Адриано, который интересовался этой темой.
Съёмки проводились на Ньюфаундленде во время рыболовецкого сезона. Сцены в самых северных водах Лабрадора снимались в специально созданных декорациях на Мальте.
Для создания фильма были использованы дрессированные косатки из океанариума в Сан-Франциско, участие которых придало картине исключительную зрелищность. Но помимо этого были созданы модели животных из искусственного каучука, которые выглядели столь натурально, что защитники природы даже сперва пытались препятствовать движению машин, перевозивших муляжи. Акула, фигурировавшая в начале фильма, была отловлена известным рыбаком Роном Тейлором.
Ричард Харрис отказался от участия каскадёров и сам выполнял все трюки. Это несколько раз чуть не стоило ему жизни.

## Прокат
В Нидерландах и ФРГ прокат стартовал 15 декабря 1977 года, в Японии — 31 декабря 1977 года, в Мексике — 23 марта 1978 года, СССР — в 1982 году (33 миллиона зрителей).